# Будинок Щербини
Будинок Щерби́ни — будинок у Черкасах, збудований 1892 року черкаським інженером, грабарем-підрядником Щербиною як власна садиба.
З 1907 до 1912 років будинок був зданий в оренду повітовому земському управлінню. Він став одним із найпримітніших у дореволюційному містечку. З 1919 року будинок використовувався різними установами, тут розміщувались офіційні міські організації, партійні та радянські органи. У 1930-их роках в особняку влаштовано Будинок піонерів. Під час німецької окупації у будинку Щербини були розміщені жандармерія та поліція. Після Другої Світової війни у будинку розміщувалися партійні та комсомольські органи, пізніше знову Палац піонерів. З 1970 року у будинку діє міський Палац одружень.
У цегляному двоповерховому особняку раніше був також зимовий сад з фонтаном. Він входив до комплексу садиби зі стайнями та флігелями. Внутрішнє планування будинку було частково змінене. Зовнішні перебудови торкнулися головного (у ньому влаштовані широкі двері) і тильного (до нього прибудована напівкругла об'ємна добудова) фасадів.
У 2010 році почалась реставрація та ремонтні роботи з оновлення будинку. У сквері за будинком у листопаді того ж року було відкрито пам'ятник Василю Симоненку. 2011 року було завершено реставрацію Палацу одружень, для ефектної прикраси додано вечірнє освітлення.

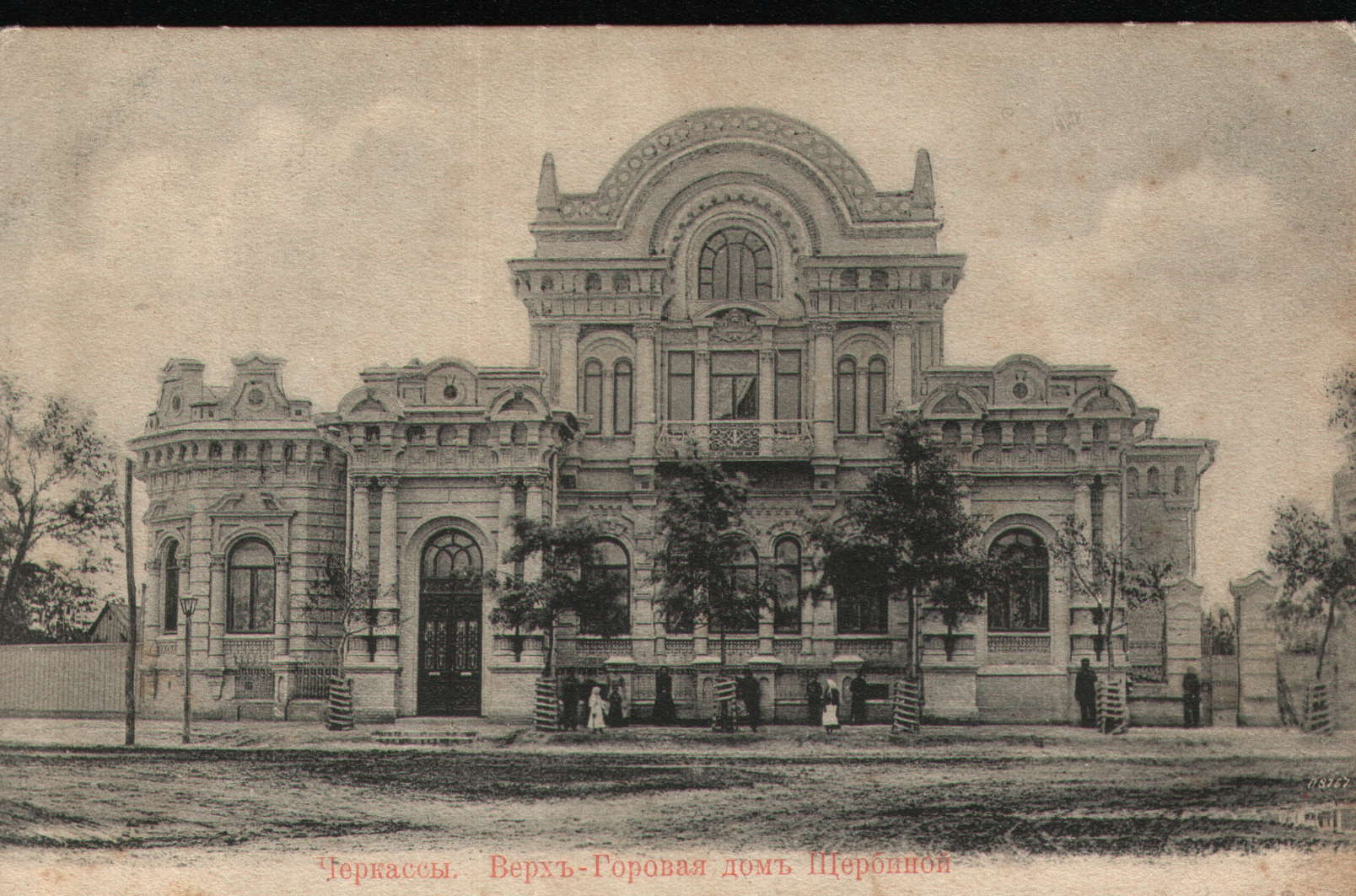
Фото 1910 року
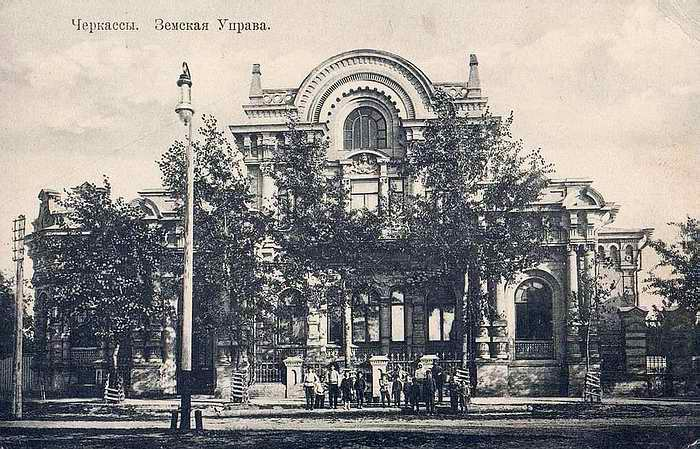
Фото 1910 року
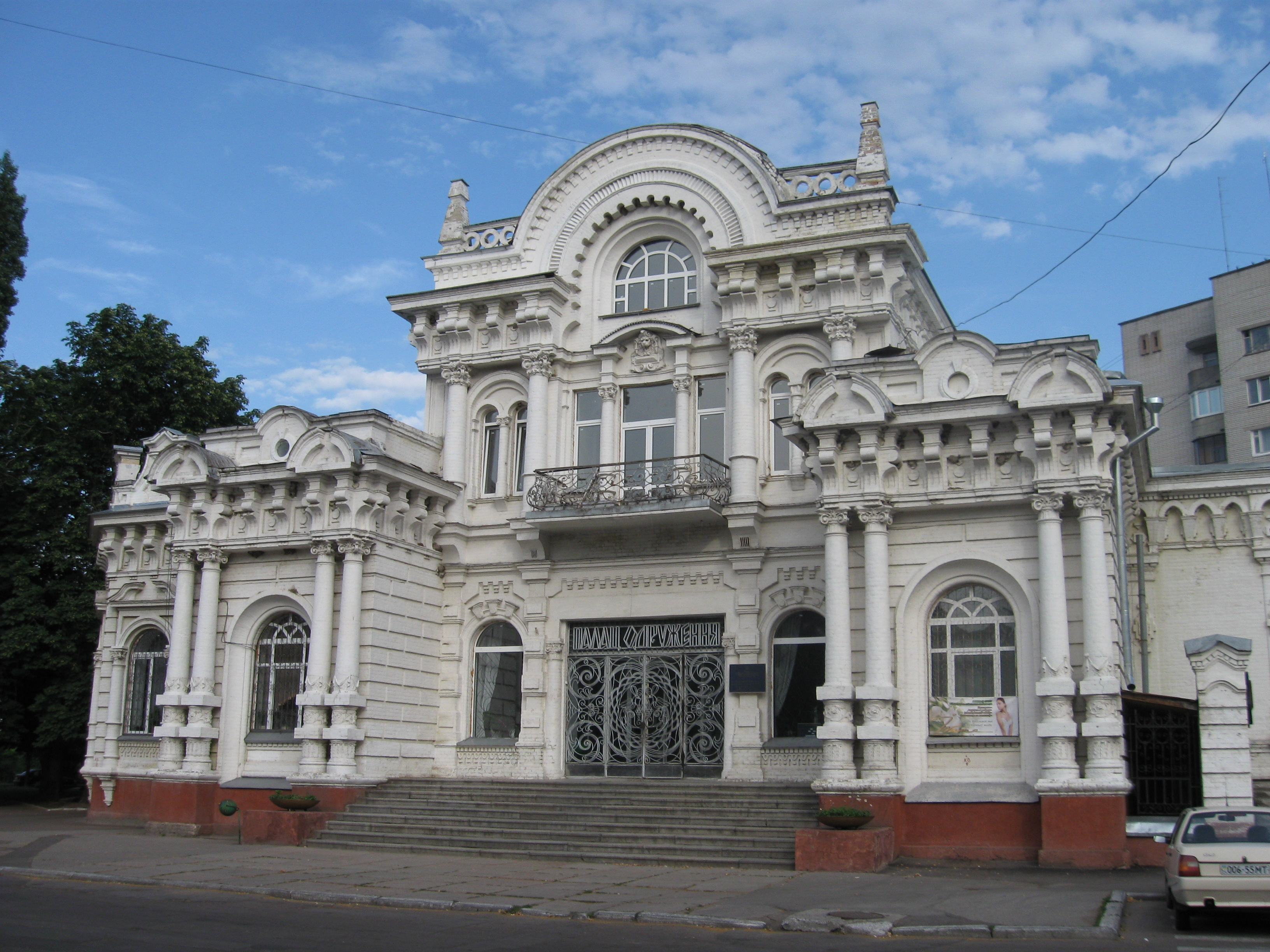
До реставрації
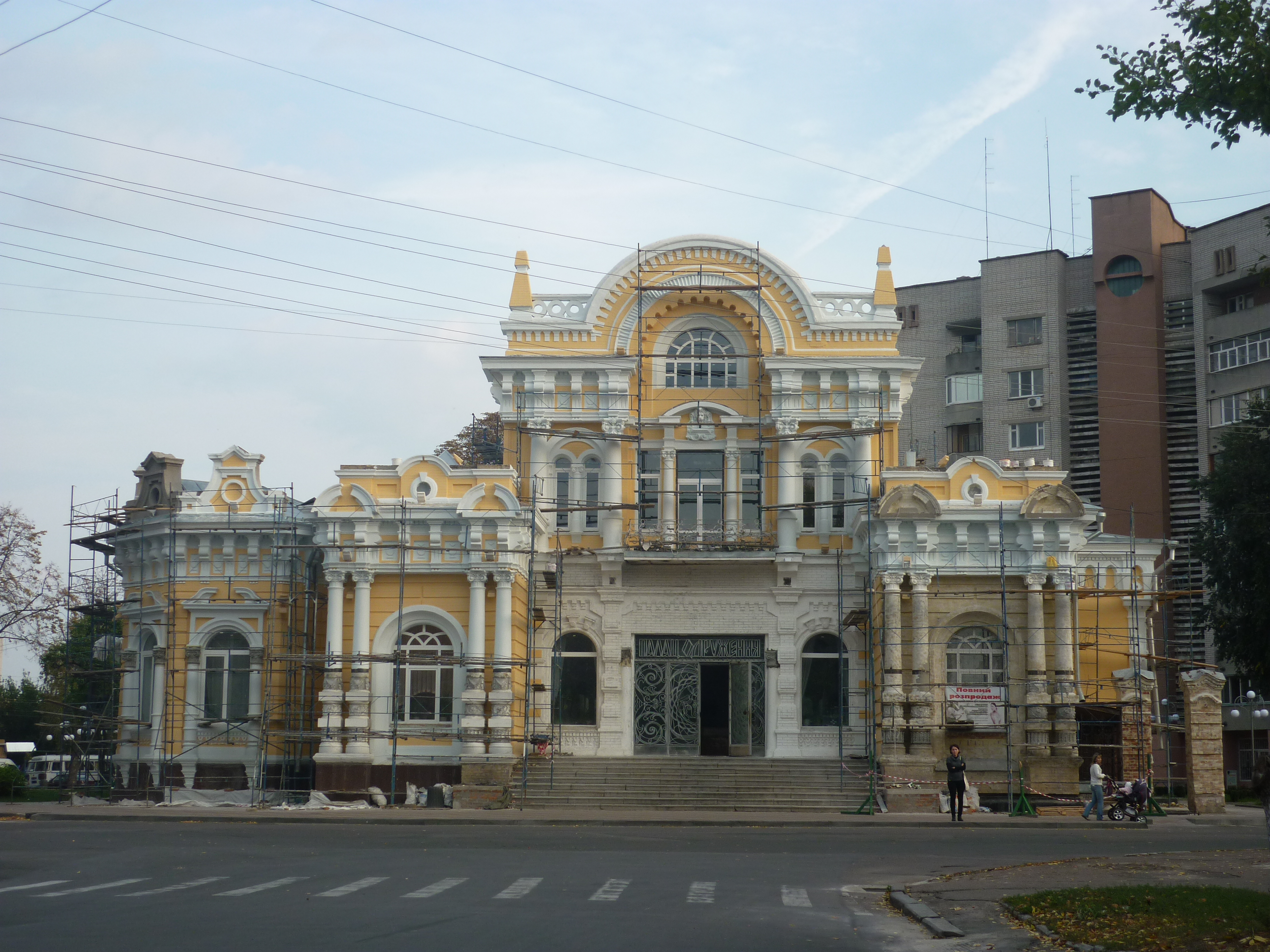
У момент реставрації
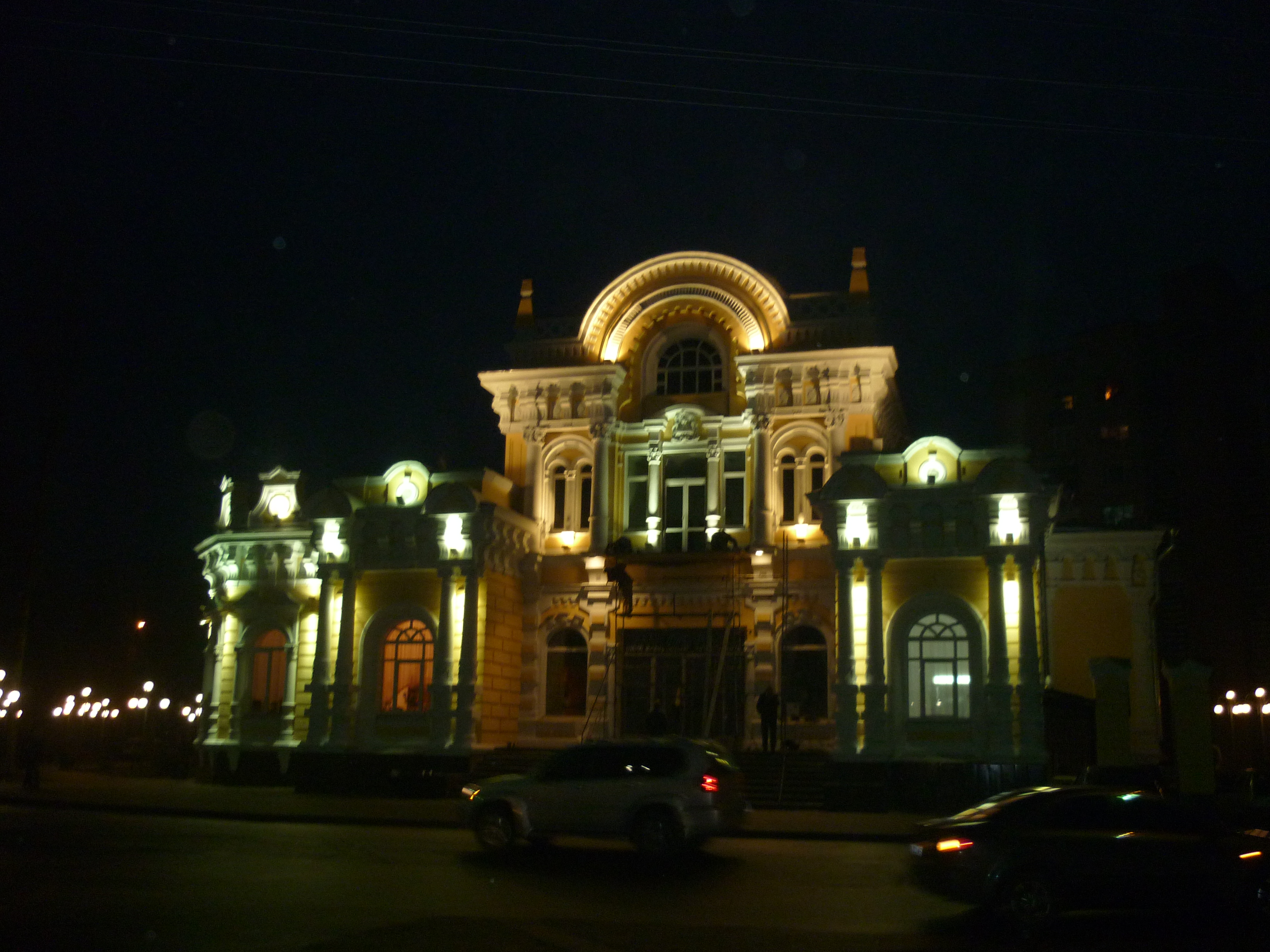
Роботи велись і вночі
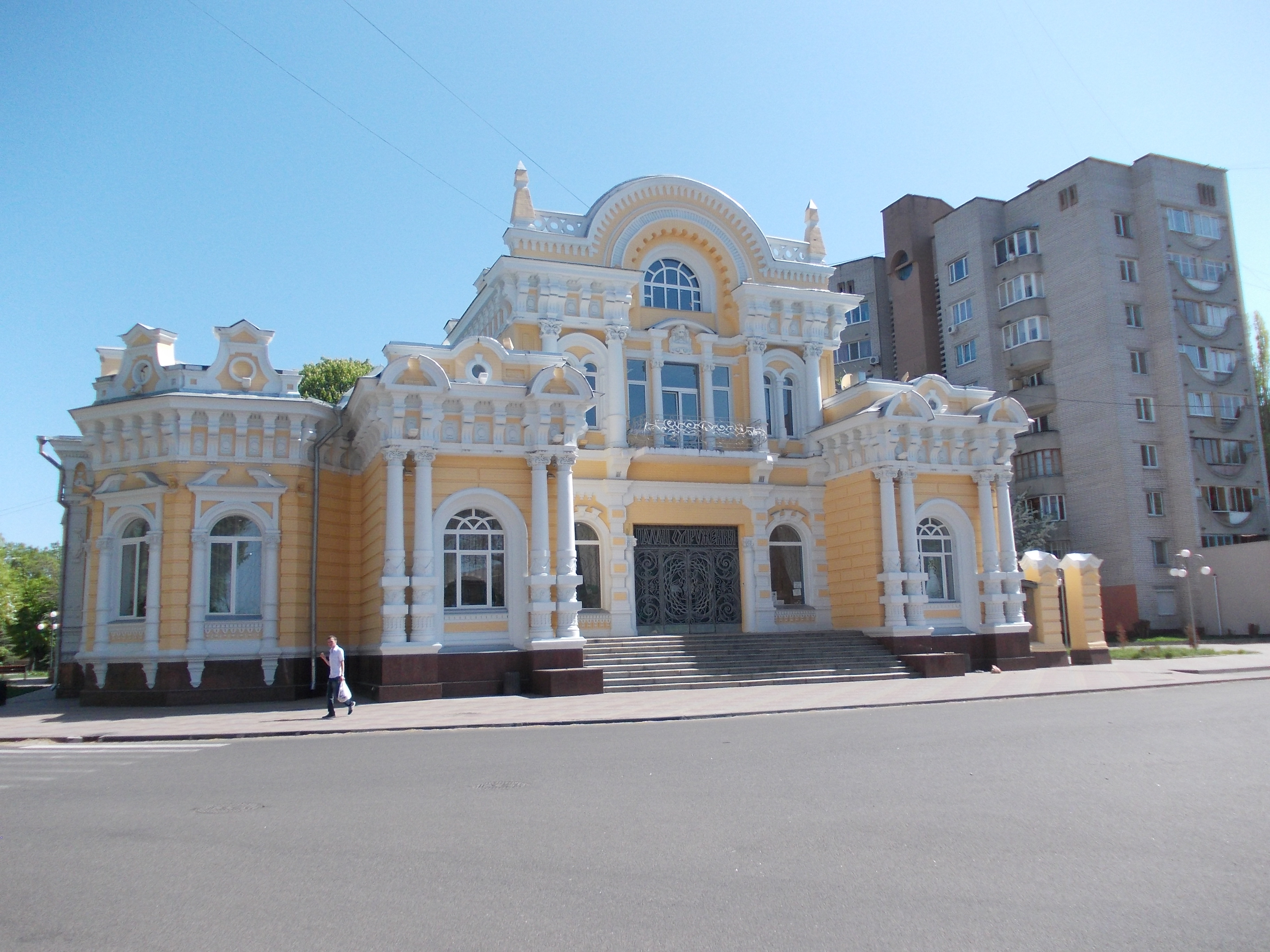
У травні 2013